# Cairo Montenotte
Cairo Montenotte is een gemeente in de Italiaanse provincie Savona (regio Ligurië) en telt 13.454 inwoners (31-12-2004). De oppervlakte bedraagt 99,5 km², de bevolkingsdichtheid is 135 inwoners per km².
De volgende frazioni maken deel uit van de gemeente: Rocchetta di Cairo, Bragno, Ferrania, San Giuseppe di Cairo.

## Demografie
Cairo Montenotte telt ongeveer 6635 huishoudens. Het aantal inwoners daalde in de periode 1991-2001 met 2,8% volgens cijfers uit de tienjaarlijkse volkstellingen van ISTAT.
| Jaar | Inwoneraantal |
| ---- | ------------- |
| 1991 | 13.811        |
| 2001 | 13.419        |

## Geografie
Cairo Montenotte grenst aan de volgende gemeenten: Albisola Superiore, Altare, Carcare, Cengio, Cosseria, Dego, Giusvalla, Gottasecca (CN), Pontinvrea, Saliceto (CN), Savona.

## Externe link

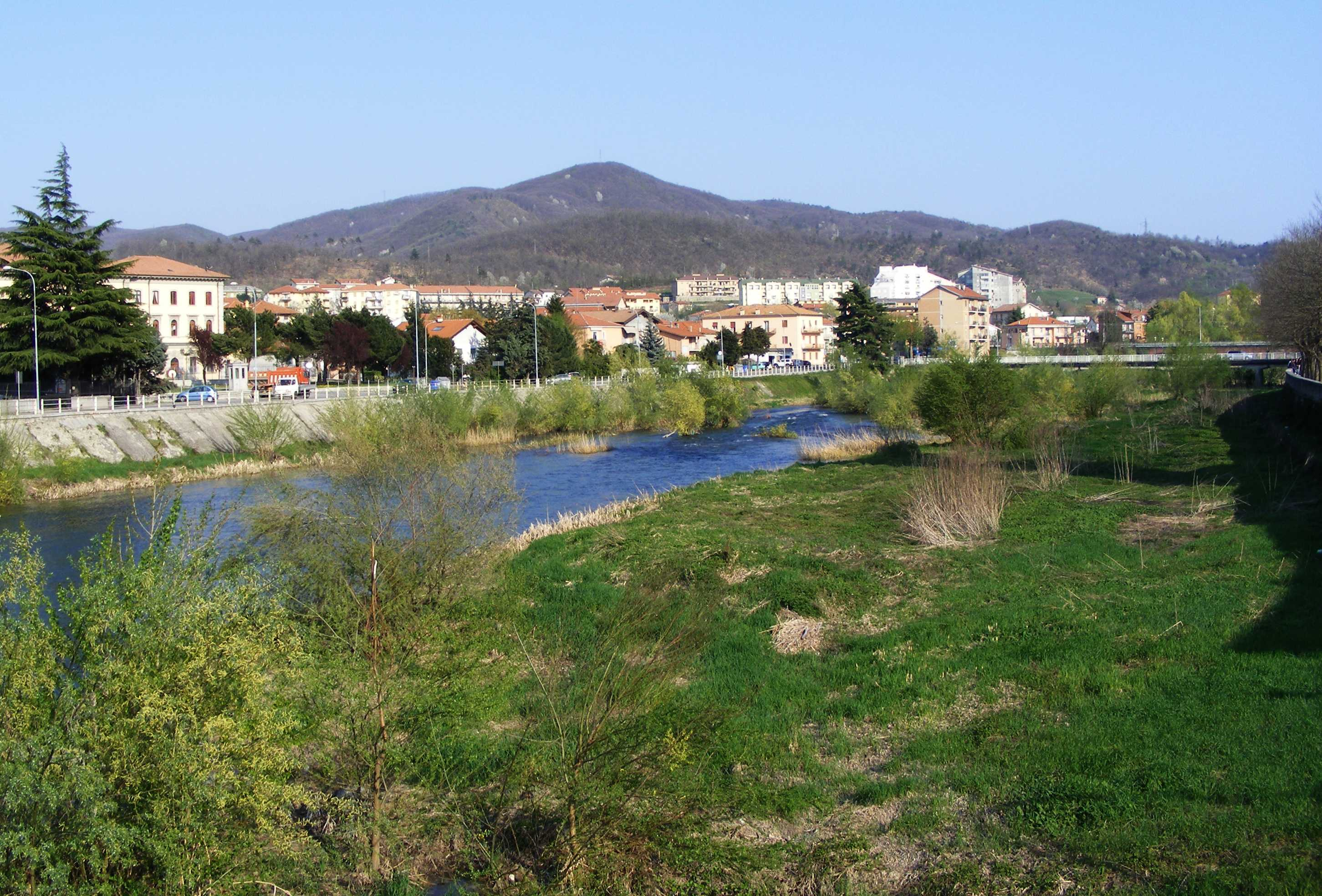
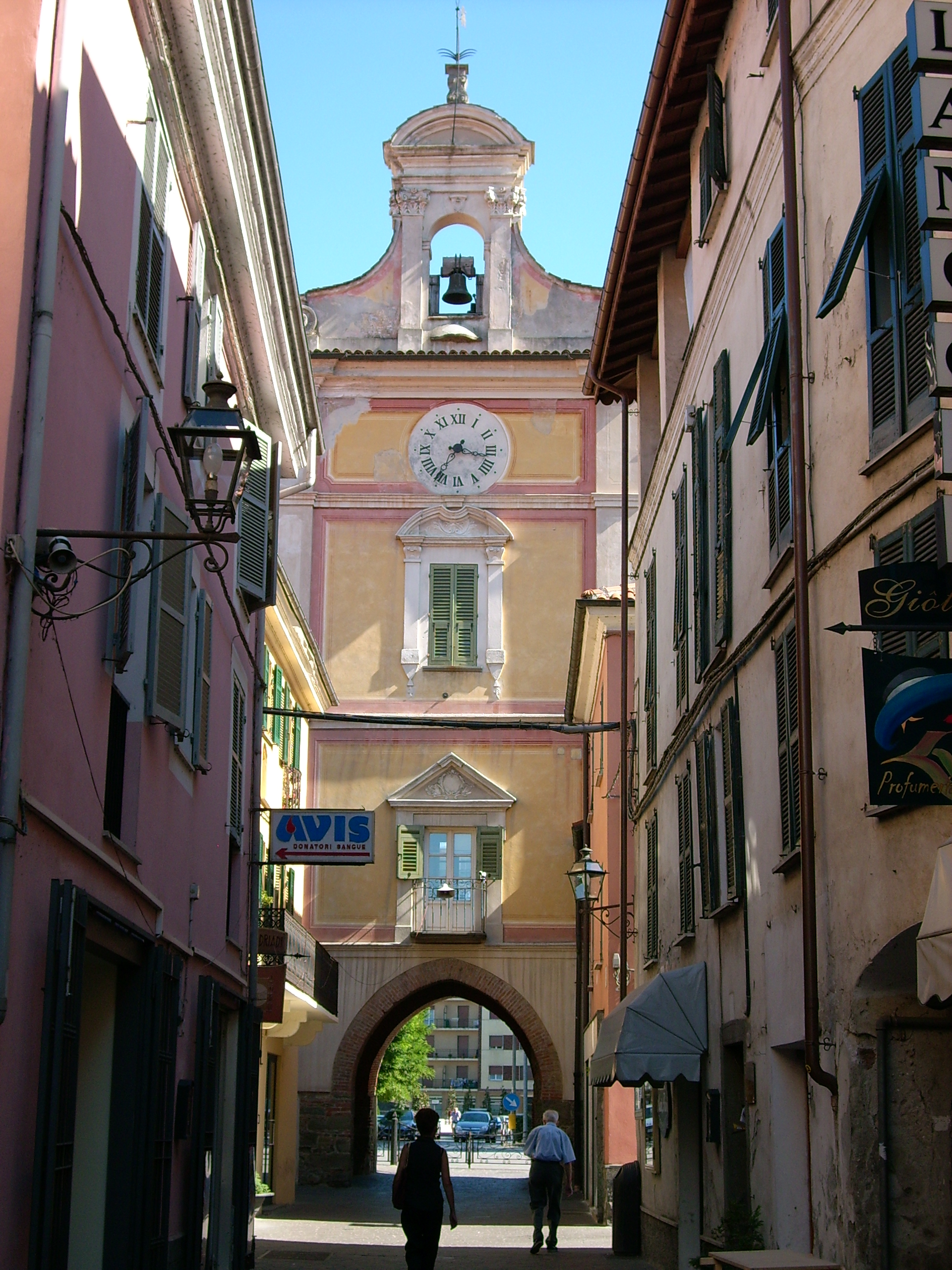
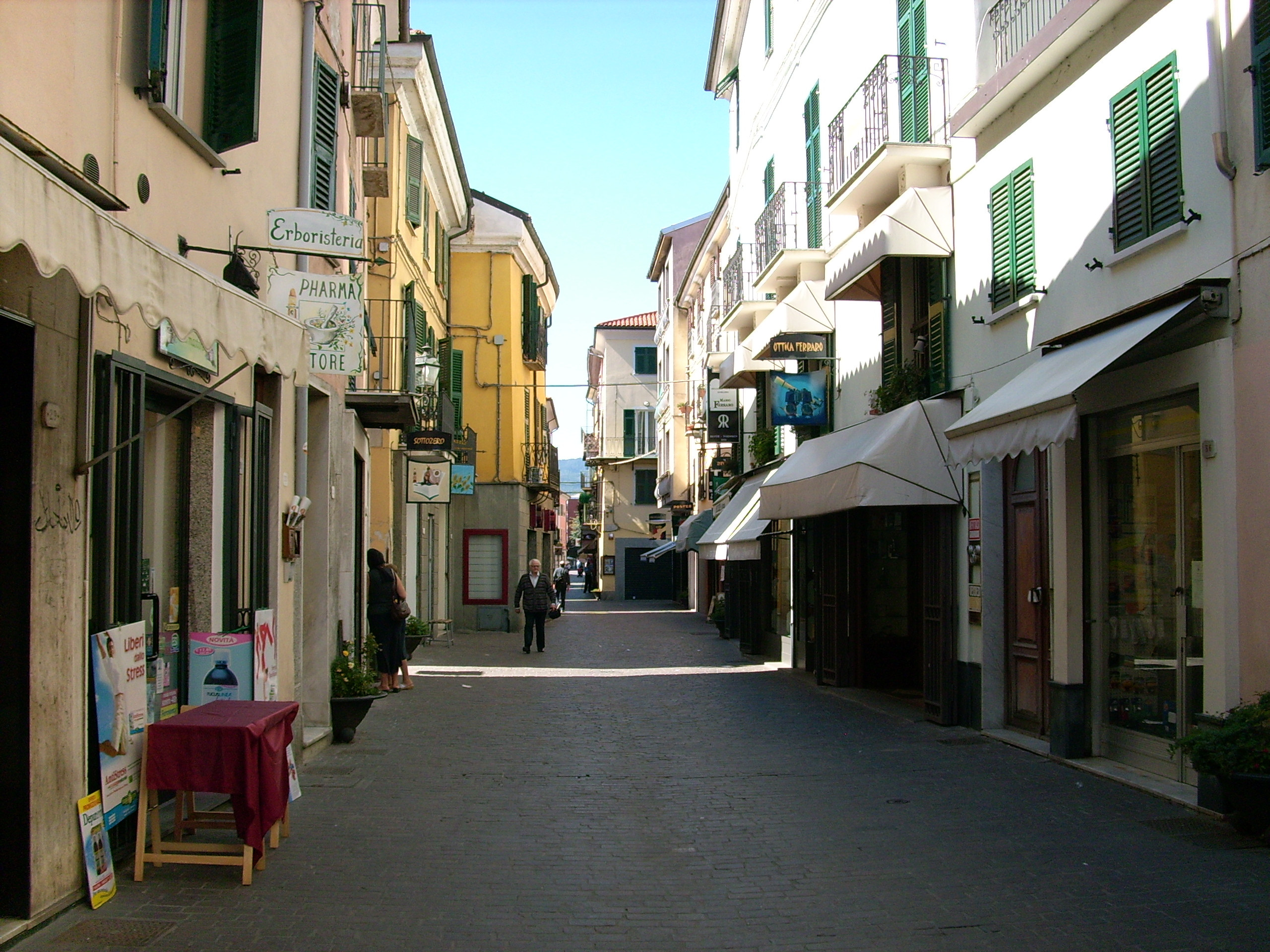
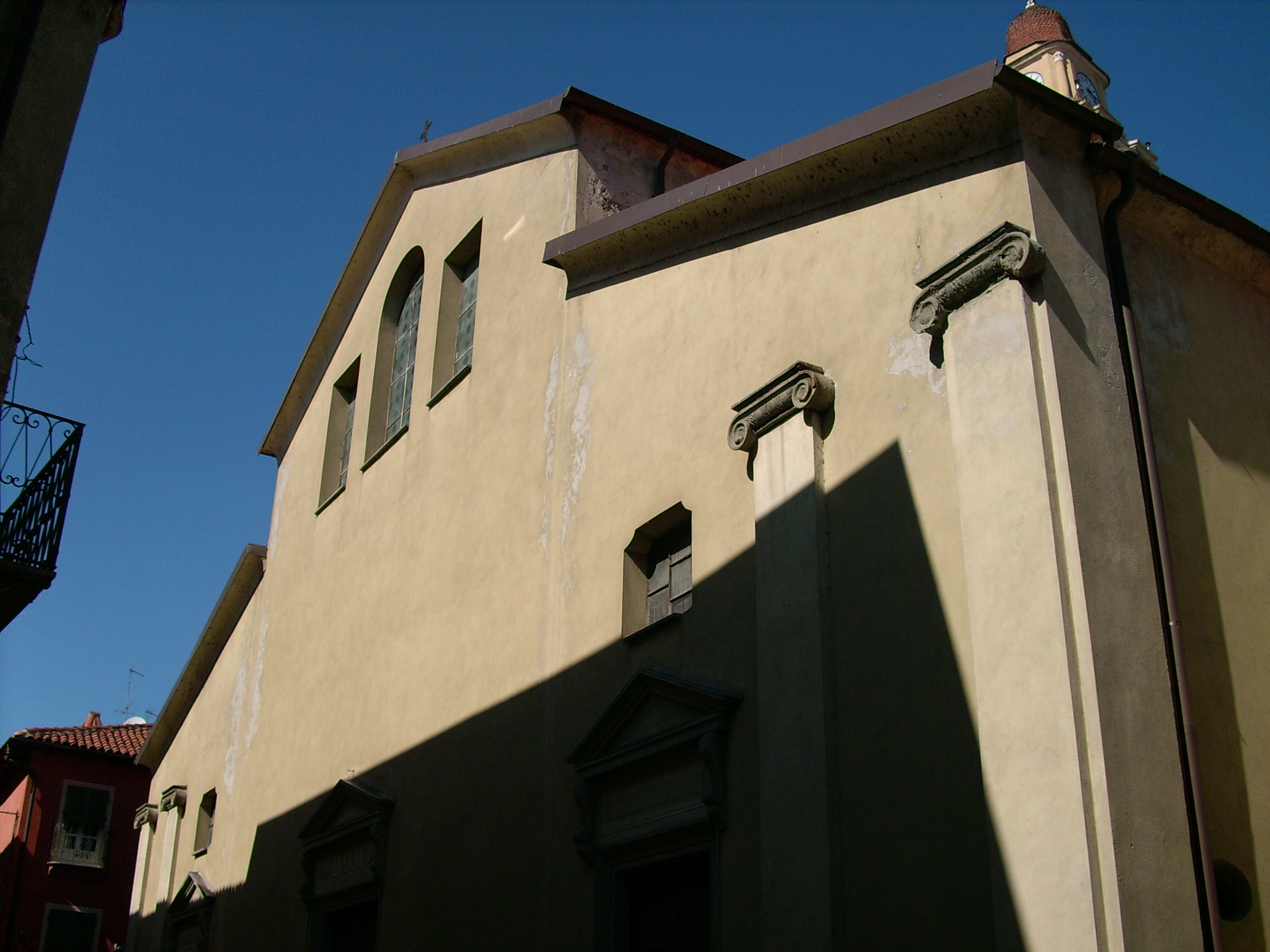
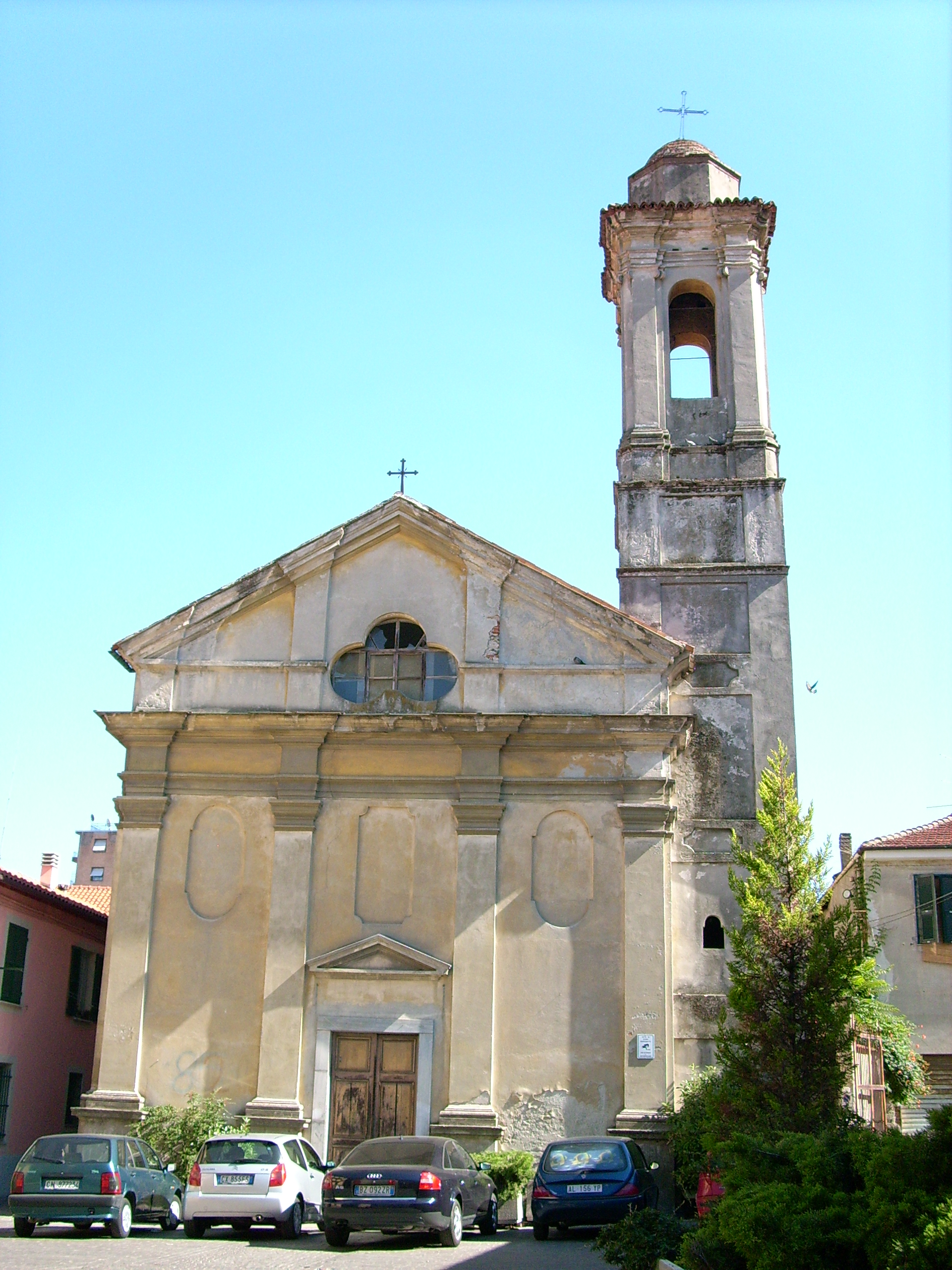
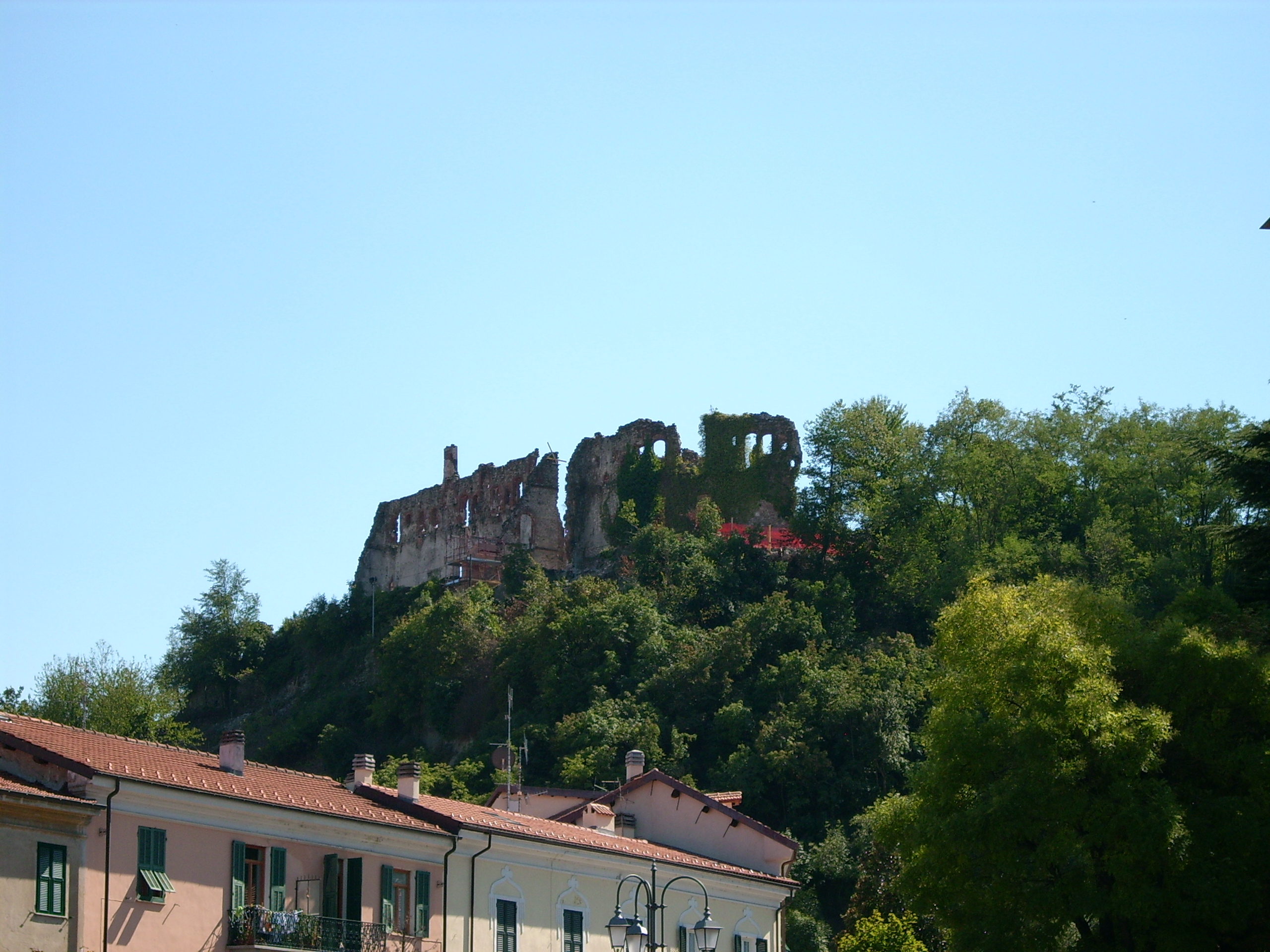
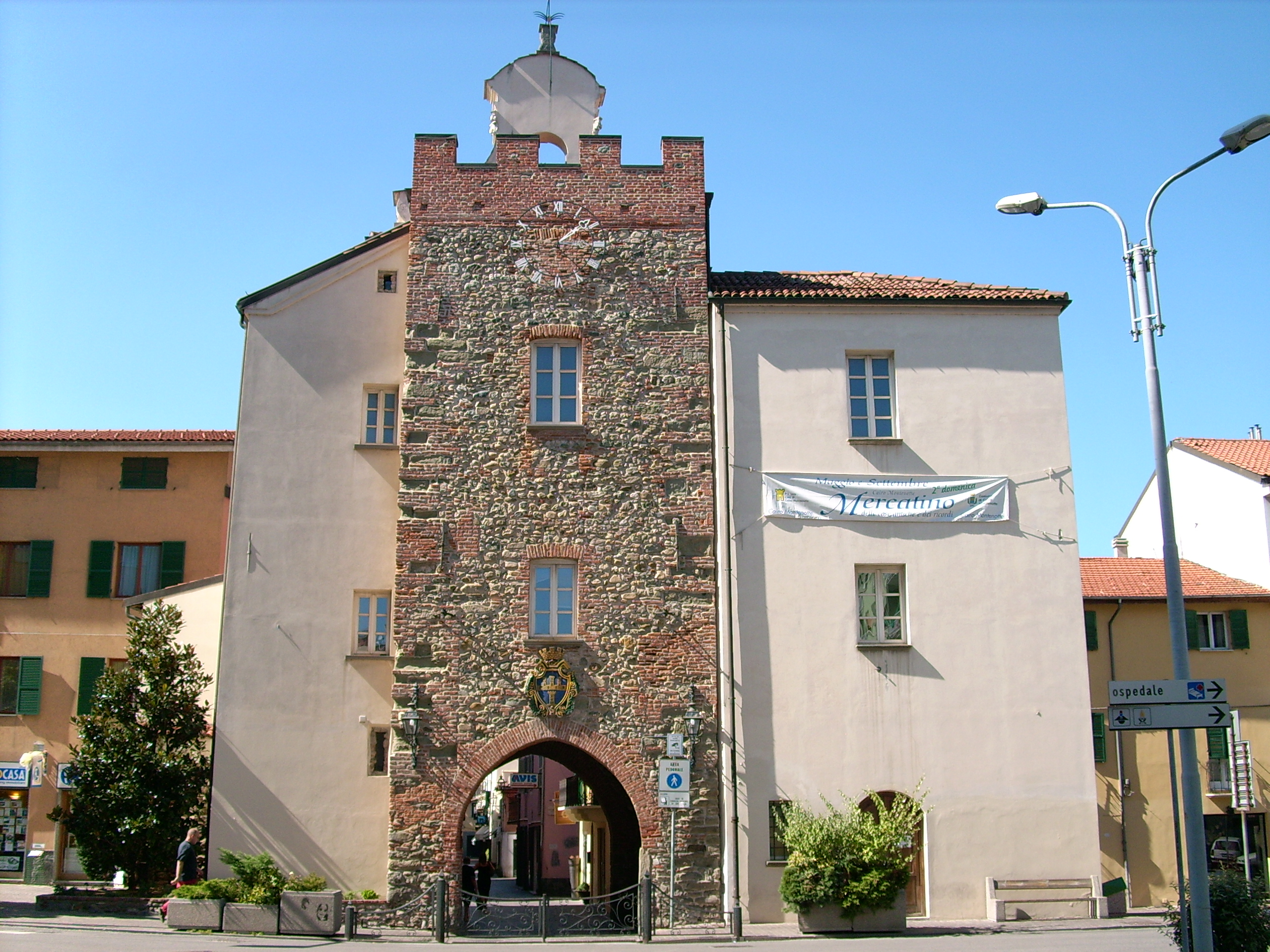
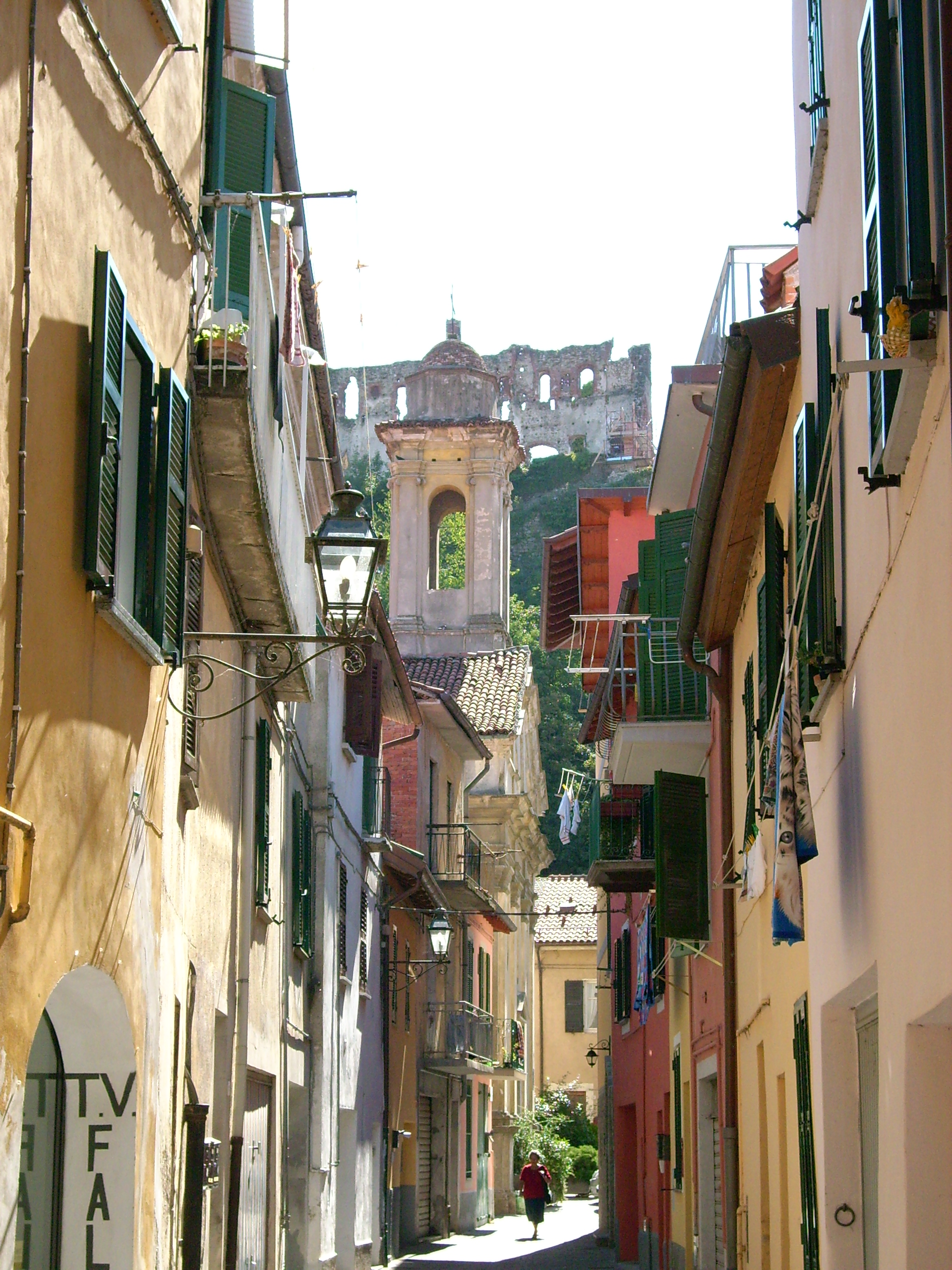
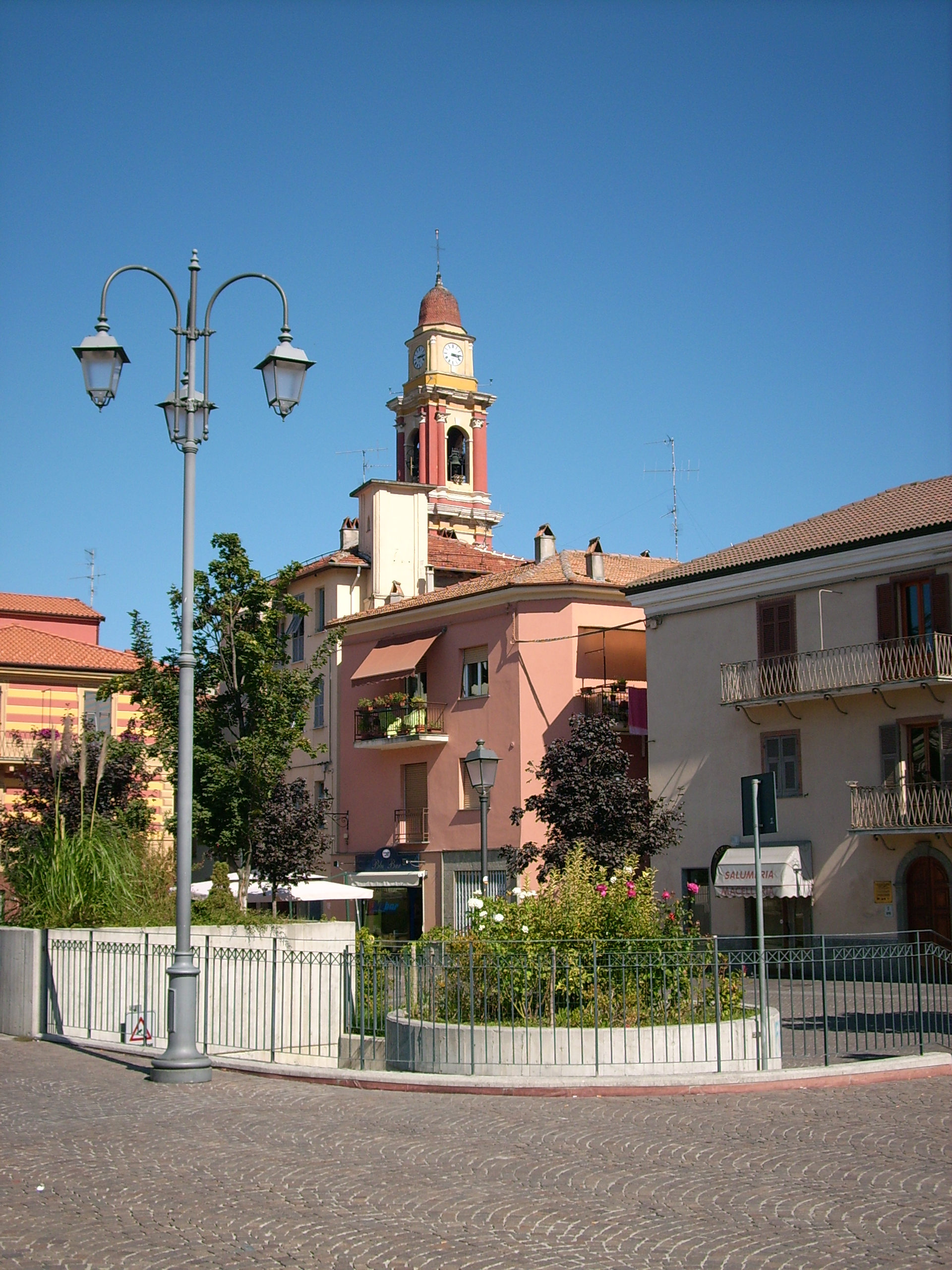
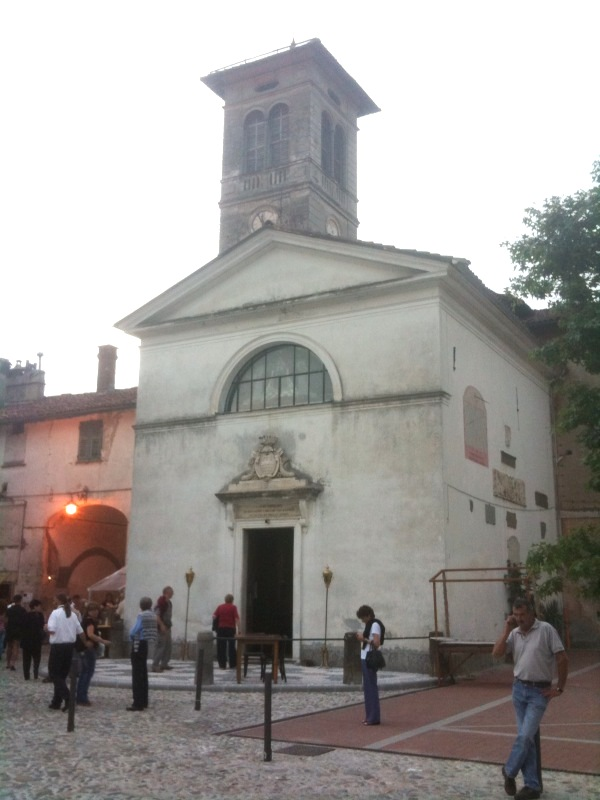
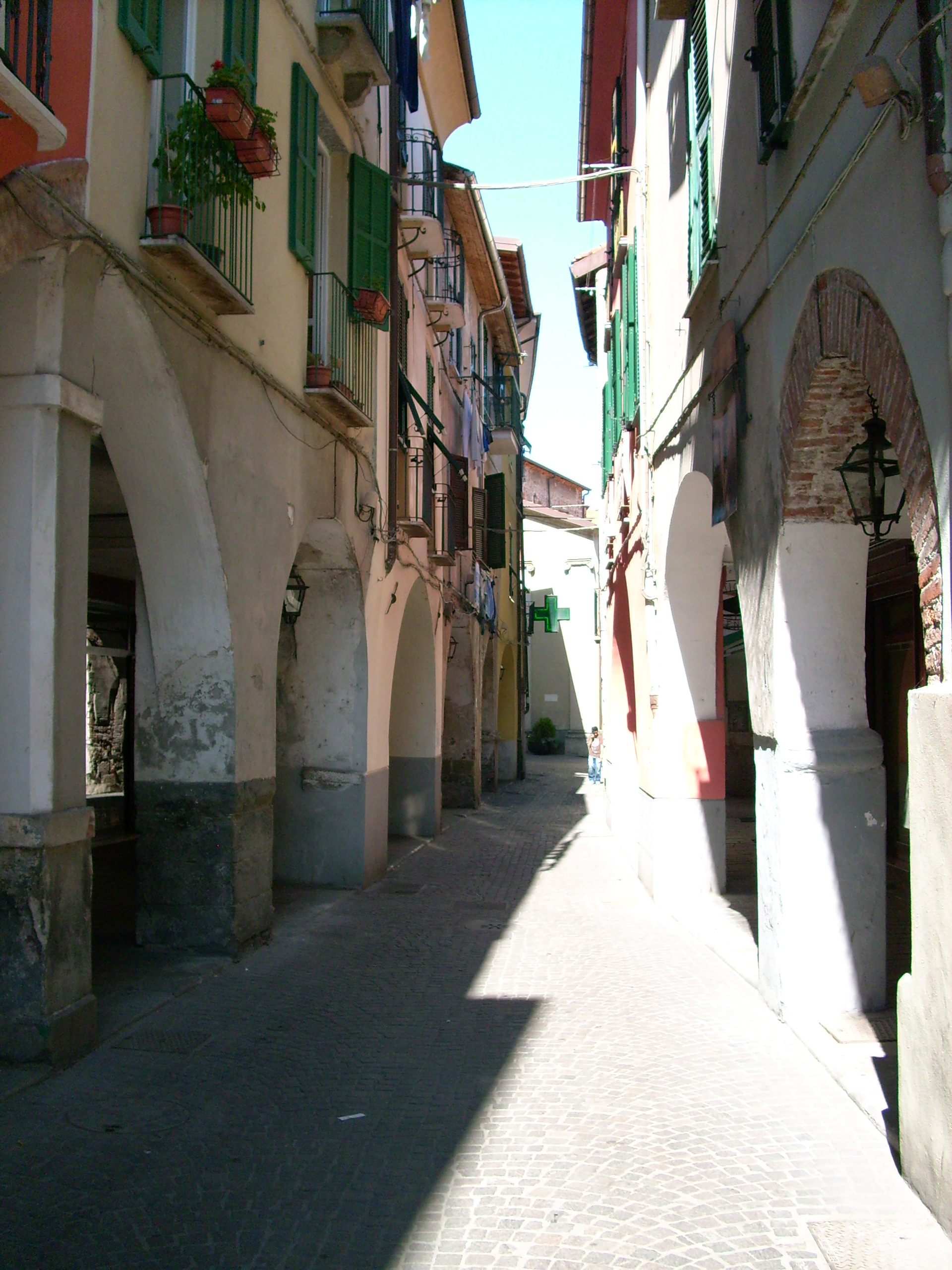
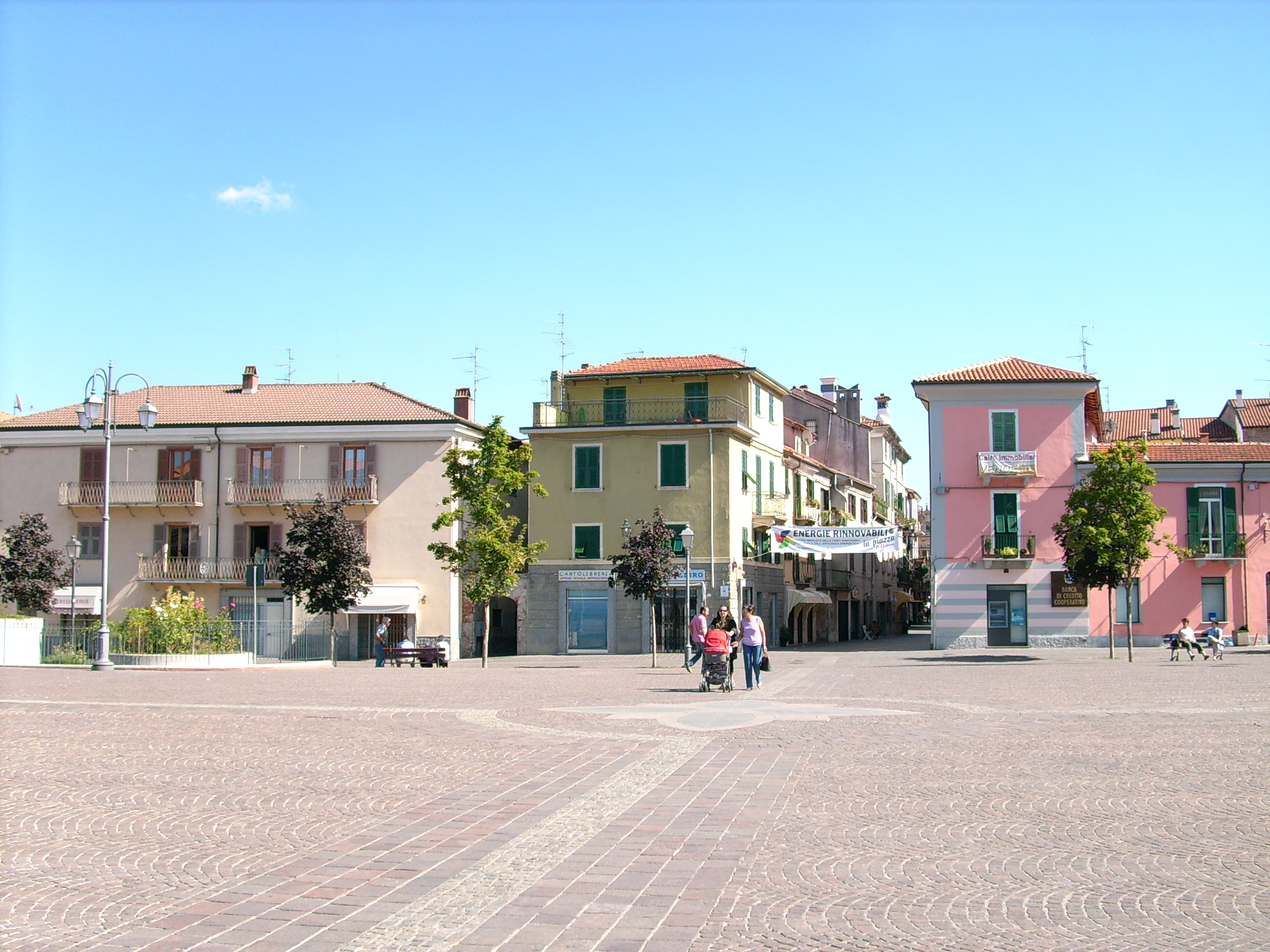
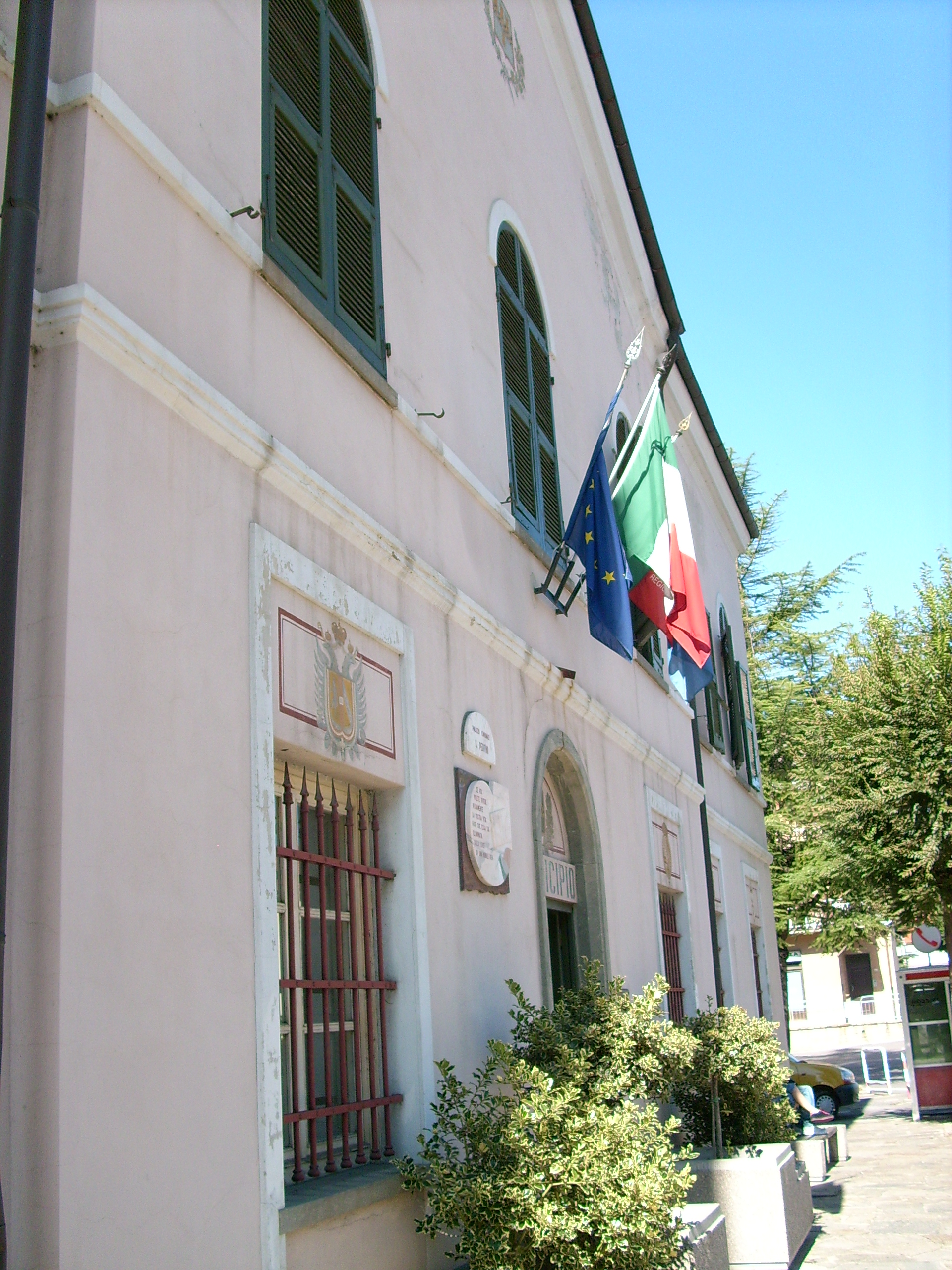

## Geboren
- Piero Poli (1960), roeier